# Cape Rouge (Canada)
Cape Rouge (Engels: Cape Rouge Peninsula), ook Crouse genoemd, is een schiereiland van 10 km² in de Canadese provincie Newfoundland en Labrador. Het bevindt zich aan de noordoostkust van het eiland Newfoundland, nabij de plaats Conche.

## Geschiedenis
Het kleine schiereiland bevond zich in de Petit Nord, een gebied dat gebruikt werd door Franse vissers. De natuurlijke haven aan de zuidkant van Crouse deed in de 17e eeuw al dienst als vissershaven voor deze Franse vissers. De nederzetting is vandaag een klein spookdorp dat bekendstaat als Northeast Crouse.

## Geografie
Het schiereiland Cape Rouge ligt aan de oostkust van het Great Northern Peninsula, het meest noordelijke gedeelte van Newfoundland. Het is naast het nabijgelegen schiereiland Conche een van de enige schiereilanden langs de voorts erg rechte oostkust van het Great Northern Peninsula.
Cape Rouge heeft ruwweg de vorm van een ovaal die in het noordwesten via een 950 meter brede istmus met Newfoundland verbonden is. Die istmus scheidt de in het zuiden gelegen Biche Arm, een onderdeel van Cape Rouge Harbour, van de in het noorden gelegen Pilier Bay. De noordelijke (Pyramid Point) en zuidelijke kaap (Cape Rouge) liggen 4,8 km uit elkaar.
Vooral langs de oostkust heeft het schiereiland vrij steile kliffen. Groais Island ligt 13 km ten oosten van Cape Rouge, wat de kortste afstand tussen dat eiland en Newfoundland vertegenwoordigt. De gemeente Conche ligt 3,5 km ten zuidwesten van het schiereiland, aan de overkant van Cape Rouge Harbour.